# Тихо Брахе
Тихо Брахе (на датски: Tycho Brahe) е известен датски астроном и алхимик.
Той предлага свой вариант, обясняващ астрономическите наблюдения, като предполага, че планетите обикалят около Слънцето, а то, както Луната и цялата звездна сфера, се върти около Земята. Предложението на Тихо Брахе добива особена значимост, след като църковните власти заклеймяват коперниковата хелиоцентрична система по време на процеса срещу Галилео Галилей.
Още в средата на 17 век е издадена първата биография на Тихо Брахе, написана (на латински) от Пиер Гасенди.

## Биография

### Ранни години
Тихо Брахе е роден на 14 декември 1546 година в замъка Кнутсторпс бори в Скания, която по това време е владение на Дания, а днес е част от Швеция. Произхожда от благороднически род. Баща му Ото заема тогава поста комендант на кралския замък в Хелзинборг, а чичо му Йорген е вицеадмирал на датския флот и същевременно едър земевладелец.
На 13 години Брахе става студент в Копенхагенския университет, където го подготвят по семейна традиция за държавническа дейност. Тук се случват две събития, които си казват думата за целия му нататъшен живот. На дуел със свой съкурсник, за да решат кой е по-добър математик, Брахе губи част от носа си. През останалата част от живота си е трябвало да прикрива липсата със протеза от сплав на злато и сребро. Второто събитие повлияло на живота му е едно частично слънчево затъмнение, за което се знаело предварително. От този момент се пристрастява към астрономията, започва да изучава астрономични трактати, като един от тях е „Алмагест“ на древногръцкия астроном Клавдий Птолемей.
На 17 години отбелязва в записките си, че Юпитер и Сатурн са толкова близо, че почти са се съединили. Забелязва, че Алфонсовите таблици грешат с почти един месец за това събитие, а пруските, макар и по-точни, давали разлика от няколко дни. Това довежда Брахе до извода, че астрономията изисква точни и постоянни наблюдения.
На 11 ноември 1572 г. Брахе забелязва в небето ярка звезда, на място където преди това нямало нищо. Звездата свети близо до зенита, северозападно от съзвездието Касиопея. Звездата продължавала да блести и след месец почти се изравнява по блясък с Венера, после започва бавно да гасне, и през март 1574 г. престава да се вижда. Това е SN1572, свръхнова звезда, станала известна като „Звездата на Тихо“.

### Обсерватория Касел
През 1575 г. Брахе среща Вилхелм IV Хесенски – запален любител на астрономията и собственик на обсерватория Касел, когото така пленява с познанията си по астрономия, че Вилхелм се обръща към датския крал Фредерик II да окаже на Брахе помощ за построяването на астрономическа обсерватория. Кралят предлага на Тихо остров Вен, разположен в Зундския пролив, на 20 км. от Копенхаген. През есента на 1576 г. започва строителството на обсерваторията „Ураниборг“ („Небесен замък“), а през 1580 зданието е завършено. През 1584 г. е построена още една сграда на обсерваторията, наречена „Стьорнеборг“(„Звезден замък“). Тук инструментите са под земята, за да се избегне влиянието на атмосферните условия.
Тихо Брахе съставя каталог на звездите, в който имало 788 звезди. С особена точност са определени директните изгреви и залези на 21 опорни звезди. При сравнение с днешните данни се оказва, че грешката му не надминава 40", а средните грешки при уточняване на положенията на другите звезди са около 1'. Това е и първият съвременен каталог на звездите, който измества каталозите на Хипарх и Птолемей.

### В Прага
През 1599 г. Тихо Брахе се премества да живее и работи в Прага – тогавашната резиденция на императора на Свещената Римска империя Рудолф II и приема предложението му да стане придворен императорски математик. Половин година по-късно в Прага, по покана на Брахе, пристига и Йохан Кеплер. За пръв път се срещат на 4 февруари 1600 г. При Брахе Кеплер открива знаменитите първи и втори закон на движението на планетите, носещи неговото име. Те са изложени в книгата „Astronomia Nova seu Phisica Coelestis“ („Нова астрономия или физика на небесата“).
На 13 октомври 1600 г. Брахе се разболява тежко, състоянието му се влошава рязко, той губи съзнание и идвайки рядко на себе си шепне: „Ne frusta vixisse videar“ („Не напразно е живота проживян“).
Умира на 24 октомври 1601 г. в Прага на 54-годишна възраст. Тържественото погребение е на 4 ноември 1601 г. Гробът на великия астроном е запазен в Тинската църква в Прага.

## Смесената система
Предложената от Тихо Брахе астрономическа система е практически еквивалентна на коперниканската. Различието между тях се изявява, когато се прави по-точна разлика между геометрия и физика, което е постигнато от по следващите учени.
Брахе поддържа геоцентричния възглед, според който Земята е неподвижният център на вселената. Далечните звезди обикалят около нея със скорост правопропорционална на тяхното отстояние. Според Коперник такова движение е илюзия създавана от въртенето на Земята около оста ѝ. Фактът, че при движение на Земята по орбитата ѝ около слънцето не променя конфигурацията на звездите, той обяснява именно с огромното разстояние до тях.
За външните планети (Сатурн, Юпитер, Марс) се предполага, че са на значително отстояние, многократно надхвърлящо разстоянието Земя-Слънце, така че на практика не може да се направи разлика, кое от двете тела е в центъра на техните орбити. Вътрешните планети (Венера и Меркурий) обикалят съвсем близо около Слънцето и промяната в отстоянията им до Земята е малко.

## Посмъртно признание
- Бюст в Лунд (Швеция), Вилхелм Бисен (1901)
- Паметна плоча в Росток (Германия)
- Статуя на остров Ван (Швеция)
- Фонтан Тихо Брахе, Хелсингбори (Швеция)
- Паметник в Копенхаген (Дания)
- Паметник на Тихо Брахе и Йоханес Кеплер в Прага (Чехия)

## Избрана библиография
- De Mundi Aetherei Recentioribus Phaenomenis Liber Secundus (Ураниборг, 1588; Прага, 1603; Франкфурт, 1610)
- Tychonis Brahe Astronomiae Instauratae Progymnasmata (Прага, 1602/03; Франкфурт, 1610)